# Dafne Schippersová

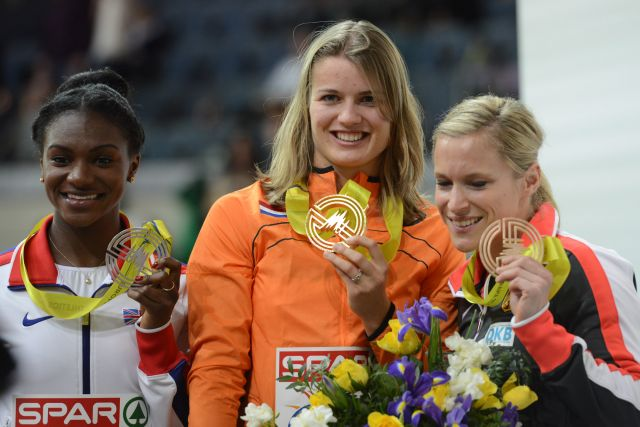
Schippersová (uprostřed) po zisku zlaté medaile v běhu na 60 metrů na HME v Praze 2015

Dafne Schippersová (* 15. června 1992 Utrecht) je nizozemská všestranná atletka, jejíž specializací je zejména sedmiboj a sprint. Je juniorskou mistryní světa i juniorskou mistryní Evropy v sedmiboji. V roce 2013 se stala v Tampere mistryní Evropy do 23 let v běhu na 100 metrů a vybojovala bronzovou medaili ve skoku do dálky. O rok později vybojovala ve švýcarském Curychu titul mistryně Evropy v běhu na 100 metrů. Je rovněž dvojnásobnou mistryní světa v běhu na 200 metrů.
Drží národní a evropský rekord v běhu na 200 metrů, jehož hodnota činí 21,63 s.

## Sportovní kariéra
Na juniorském mistrovství Evropy v srbském Novém Sadu v roce 2009 absolvovala sedmiboj, který dokončila s počtem 5 507 bodů na 4. místě. O rok později se stala v kanadském Monctonu juniorskou mistryní světa v sedmiboji, když dosáhla výkonu 5 967 bodů. Společně s Loreanne Kuhurimaovou, Evou Lubbersovou a Jamile Samuelovou poté vybojovala bronzové medaile ve štafetovém běhu na 4 × 100 metrů.
V roce 2011 se účastnila halového ME v Paříži, kde startovala v běhu na 60 metrů. V semifinále obsadila časem 7,30 s celkové 11. místo, což k postupu do osmičlenného finále nestačilo. V témže roce vybojovala na ME juniorů v estonském Tallinnu zlatou medaili v sedmiboji. Závod dokončila s počtem 6 153 bodů. Na MS v atletice 2011 v jihokorejském Tegu reprezentovala na trati 200 metrů, kde postoupila do semifinále. V závodě na 4 × 100 metrů zaběhly v rozběhu Nizozemky časem 43,44 s nový národní rekord. I přesto tento čas nizozemskému kvartetu (Kadene Vassellová, Dafne Schippersová, Anouk Hagenová, Jamile Samuelová) k postupu do finále nestačil.

### 2012–2013
Na Halovém MS 2012 v Istanbulu zaběhla v úvodním rozběhu závodu na 60 metrů osmý nejrychlejší čas (7,28 s) a postoupila do semifinále. V něm se zlepšila o další tři setiny sekundy, do finálového kola však tento čas nestačil. Na evropském šampionátu v Helsinkách naopak postoupila do finále běhu na 200 metrů z prvního místa (22,70 s). Ve finále již podobný čas nezopakovala a s výkonem 23,53 s se umístila na 5. místě. Medaili nakonec získala ze štafety na 4 × 100 metrů. Nizozemky ve složení Kadene Vassellová, Dafne Schippersová, Eva Lubbersová a Jamile Samuelová vylepšily národní rekord na 42,80 s a nestačily pouze na Němky, které byly o 29 setin rychlejší.
Ve stejné sestavě dokázaly vylepšit nizozemský rekord také na Letních olympijských hrách 2012 v Londýně, kde v rozběhu zaznamenaly čas 42,45 s. Ve finále skončily na 6. místě (42,70 s). Na olympiádě byla pro Dafne Schippersovou hlavní disciplína sedmiboj. Na konci května si vylepšila na vícebojařském mítinku v rakouském Götzisu osobní rekord na 6 360 bodů. Na olympijském stadionu v Londýně nasbírala dohromady 6 324 bodů a skončila na 12. místě z celkových 32 závodnic, které sedmiboj dokončily. Nejlepšího výsledku dosáhla v běhu na 200 metrů, kde získala společně s Jessicou Ennisovou 1 096 bodů (22,83 s).
V roce 2013 na halovém evropském šampionátu v Göteborgu skončila pátá ve finále běhu na 60 metrů (7,14 s). Na ME do 23 let ve finském Tampere vybojovala časem 11,13 s zlatou medaili v běhu na 100 metrů. Uspěla také ve skoku do dálky, kde si vytvořila výkonem 659 cm osobní rekord a na stupních vítězů obdržela bronz.

### 2015

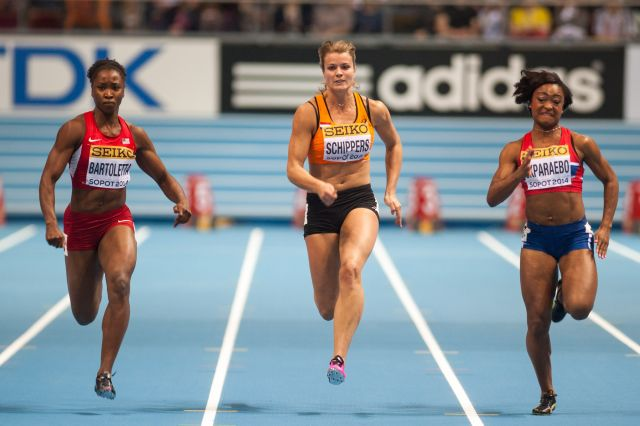
Bartoletta, Schippersová a Okparaebová v semifinále 60metrového běhu na HMS 2014 v Sopotech

Počínaje touto sezónou se pro ni hlavní disciplínou místo víceboje stal sprint. Na Mistrovství světa v Pekingu si v semifinále běhu na 100 metrů vytvořila nový osobní rekord 10,83 s, ve finále získala stříbrnou medailí, když si o další dvě setiny osobní rekord vylepšila. Ještě většího úspěchu dosáhla na dvojnásobné trati. Zde zvítězila v novém osobní i evropském rekordu časem 21,63 s. 

### 2016
Na Evropském šampionátu v Amsterdamu se stala mistryní Evropy v běhu na 100 metrů časem 10,90 s. Na olympiádě v Rio de Janeiro vybojovala stříbrnou medaili v běhu na 200 metrů.

### 2017
Na světovém šampionátu v Londýně zvítězila v běhu na 200 metrů, na poloviční trati získala bronzovou medaili.

### 2018
Při svém prvním finálovém startu na evropském šampionátu v Berlíně vybojovala v běhu na 100 metrů bronzovou medaili, v běhu na 200 metrů a ve štafetě na 4 × 100 metrů získala stříbrnou medaili.

## Osobní rekordy
- 200 m - (21,63 s - 28. 8. 2015, Peking) - Současný evropský rekord